# Paulo César Tinga
Paulo César Fonseca do Nascimento (Porto Alegre, 13 de janeiro de 1978), mais conhecido como Tinga, é um ex-futebolista brasileiro que atuava como volante. Seu apelido advém de ter nascido e sido criado no bairro Restinga, na zona sul de Porto Alegre.
Em abril de 2016, recebeu o título de Cidadão Emérito de Porto Alegre, pela Câmara Municipal de Porto Alegre.

## Carreira

### Grêmio
Paulo César Tinga foi criado pela mãe junto de três irmãos, mas teve de sair de casa aos 15 anos pois não tinha dinheiro para pegar ônibus todo dia e ir treinar no Grêmio. Ainda adolescente foi morar no Estádio Olímpico, na "Caverna", como era conhecida a concentração dos jovens. O jogador chegou aos profissionais em 1997 e, pelo clube gaúcho, disputou três edições da Libertadores e conquistou, entre outros títulos, a Copa do Brasil de 2001. Durante o período que ficou no Tricolor, foi emprestado duas vezes, para o Kawasaki Frontale, do Japão, e para o Botafogo.

### Sporting
Em 2004, após um ano de fracas atuações e perda de foco, Tinga ingressou na justiça contra o Grêmio e obteve a rescisão de contrato após desacertos em matéria trabalhista. Após isso, transferiu-se do Sporting, de Portugal.

### Internacional
Em 2005, Tinga retornou ao futebol brasileiro para jogar no Internacional, clube que depois afirmaria ter sido o seu time de coração. Atuou na conquista do Campeonato Gaúcho, no vice-campeonato do Brasileirão e qualificou o clube gaúcho para a Copa Libertadores da América.
Na Libertadores de 2006, o atleta atuou na maioria dos jogos, sendo decisivo e marcando o gol do título do Internacional no segundo tempo da partida contra o São Paulo. O jogador, porém, foi expulso da partida, sendo essa sua última atuação pelo Colorado.

### Borussia Dortmund

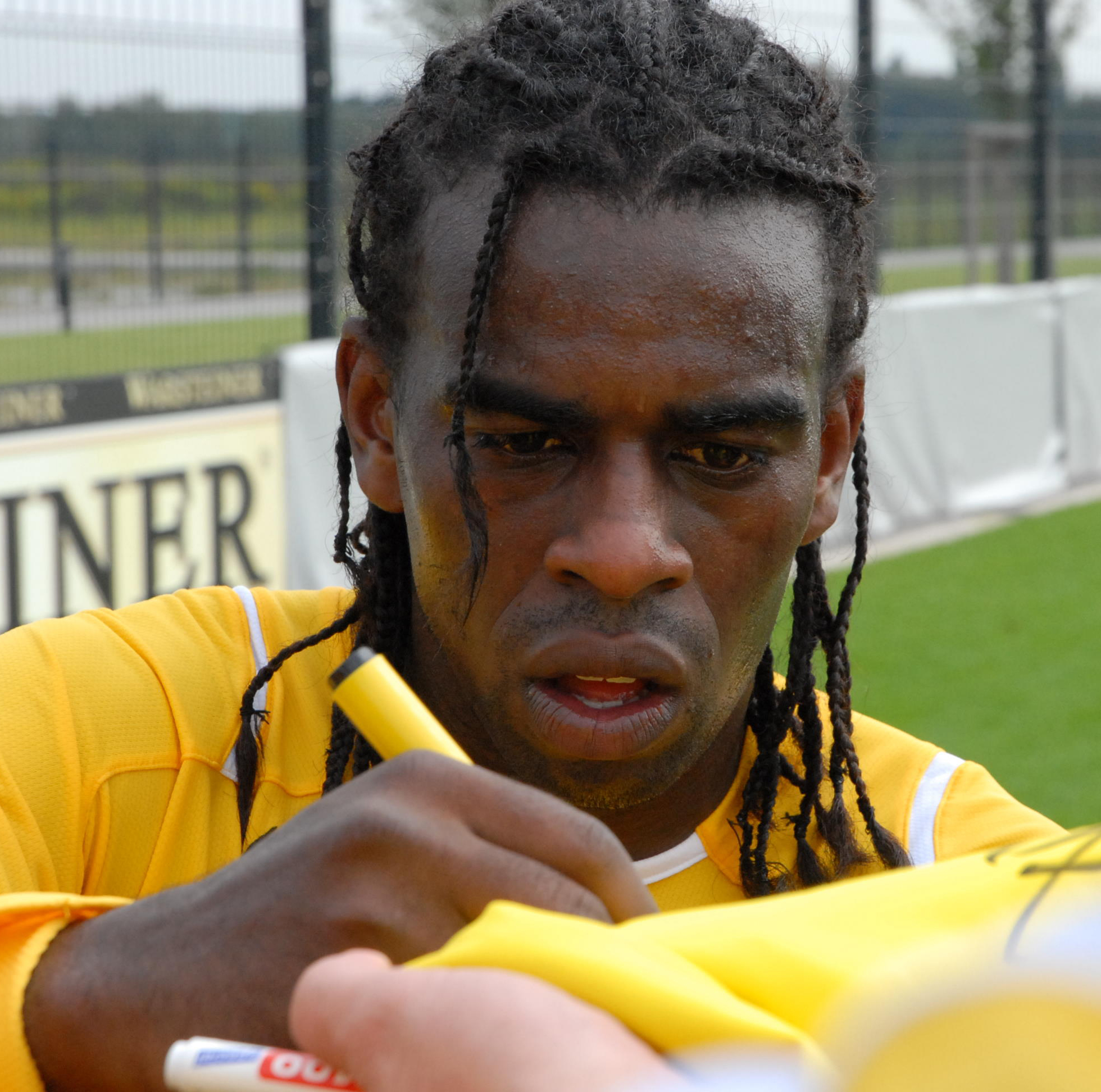
Tinga no Borussia Dortmund em 2006

Logo após a Libertadores, Tinga foi contratado pelo Borussia Dortmund em agosto. O volante não conquistou títulos durante as três temporadas e meia em que defendeu a equipe, mas atuou em mais de 100 partidas e virou ídolo do clube alemão.

### Retorno ao Internacional
Em maio de 2010, o jogador se despediu da torcida do Borussia Dortmund no último jogo dele pela equipe alemã no Signal Iduna Park. Ele ainda disputou mais uma partida, porém a mesma realizou-se fora de casa, sendo assim, o último jogo do jogador em solo alemão. Internacional e Fluminense disputavam o jogador, com uma boa vantagem do Internacional, clube que já havia defendido entre 2005 e 2006.
Em 10 de maio de 2010, foi confirmada a sua volta ao Internacional, onde conquistou novamente a Copa Libertadores da América, em 2010 e o Campeonato Gaúcho, em 2011, além da Recopa Sul-Americana de 2011.

### Cruzeiro

#### 2012
Teve a sua contratação oficializada pelo Cruzeiro no dia 17 de maio, assinando contrato até o final de 2014.
Após a temporada em que o clube viveu um ano de instabilidade financeira, Tinga foi um dos remanescentes no elenco para o ano de 2013, que sofrera brusca reformulação.

#### 2013
Nesse ano atuou em poucas partidas do Campeonato Brasileiro, tendo ficado na reserva do jovem Lucas Silva durante a maior parte da competição em que a Raposa sagrou-se campeã.

#### 2014

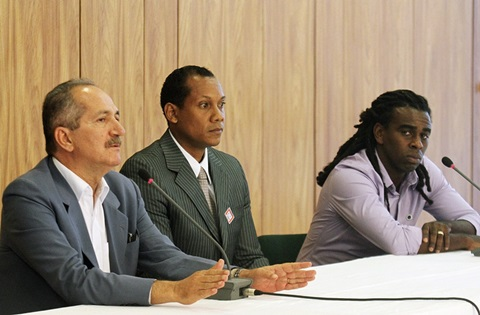
O Ministro dos Esportes, Aldo Rebelo, presta solidariedade a Tinga e ao árbitro Márcio Chagas, vítimas de racismo em estádios de futebol

No dia 12 de fevereiro, o jogador foi alvo de racismo no Peru. No jogo entre Real Garcilaso e Cruzeiro pela primeira rodada da Copa Libertadores da América, em uma atitude deplorável da torcida peruana. Quando o jogador tocava na bola, a torcida do Garcilaso imitava sons de macacos.
Após o término da partida, Tinga lamentou em entrevista o acontecido, falou sobre a derrota do Cruzeiro por 2–1, tendo dito que: "Trocaria todos meus títulos por igualdade". O jogador pediu conscientização a respeito do assunto, o que de fato acabou mobilizando o futebol brasileiro e fez com que a CBF desenvolvesse a campanha "SOMOS TODOS IGUAIS". A então presidente Dilma Rousseff também se manifestou: "Foi lamentável o episódio de racismo contra o jogador Tinga, do Cruzeiro, no jogo de ontem, no Peru."
No dia 22 de agosto, em um lance no treino à tarde, o goleiro do Cruzeiro, Rafael, chocou-se com Tinga, que acabou sofrendo uma fratura na tíbia e na fíbula da perna direita.
Já no dia 23 de novembro, o volante sagrou-se bicampeão brasileiro de forma consecutiva. Apesar de só ter atuado em seis dos 38 jogos, principalmente por causa de sua lesão, Tinga esteve no Mineirão durante a vitória por 2–1 contra o Goiás, pela 36ª rodada do Brasileirão, para comemorar o tetracampeonato do clube mineiro.

### Aposentadoria
No dia 30 de abril de 2015, Tinga anunciou sua aposentadoria dos gramados.
| “ | Sentimento de realização, de poder terminar uma carreira de jogador de futebol, que é o sonho de todo menino, que sonha em jogar futebol. Sentimento de um sonho realizado, um sonho que aconteceu maior do que eu imaginava, do que eu pensava. Eu sonhava em me tornar um jogador, mas não imaginava que a realidade seria maior que meu sonho. Por não ser nenhum craque, eu consegui ser maior do que esperava. O sentimento é esse, de muita alegria. | ” |

## Gerente de futebol
Em 15 dezembro de 2016, Tinga foi anunciado como novo gerente de futebol do Cruzeiro. Campeão da Copa do Brasil de 2017, seu único título no cargo de dirigente, o ex-jogador permaneceu no cargo até o final do ano. O motivo da não continuidade foi a mudança de presidência no clube, pelo qual vários setores tiveram mudança de funcionários.

## Estatísticas

### Clubes
| Clube             | Temporada         | Campeonato nacional | Campeonato nacional | Copa nacional[a] | Copa nacional[a] | Competições continentais[b] | Competições continentais[b] | Outros torneios[c] | Outros torneios[c] | Total | Total |
| Clube             | Temporada         | Jogos               | Gols                | Jogos            | Gols             | Jogos                       | Gols                        | Jogos              | Gols               | Jogos | Gols  |
| ----------------- | ----------------- | ------------------- | ------------------- | ---------------- | ---------------- | --------------------------- | --------------------------- | ------------------ | ------------------ | ----- | ----- |
| Internacional     | 2010              | 17                  | 2                   | —                | —                | 4                           | 1                           | —                  | —                  | 21    | 3     |
| Internacional     | 2011              | 25                  | 1                   | —                | —                | 4                           | 0                           | 8                  | 1                  | 37    | 2     |
| Internacional     | 2012              | 0                   | 0                   | —                | —                | 8                           | 1                           | 8                  | 0                  | 16    | 1     |
| Internacional     | Total             | 42                  | 3                   | —                | —                | 16                          | 2                           | 16                 | 1                  | 74    | 6     |
| Cruzeiro          | 2012              | 26                  | 1                   | —                | —                | —                           | —                           | —                  | —                  | 26    | 1     |
| Cruzeiro          | 2013              | 8                   | 0                   | 3                | 0                | —                           | —                           | 9                  | 1                  | 20    | 1     |
| Cruzeiro          | 2014              | 6                   | 0                   | 0                | 0                | 2                           | 0                           | 5                  | 0                  | 13    | 0     |
| Cruzeiro          | Total             | 40                  | 1                   | 3                | 0                | 2                           | 0                           | 14                 | 1                  | 59    | 2     |
| Total na carreira | Total na carreira | 82                  | 4                   | 3                | 0                | 18                          | 2                           | 30                 | 1                  | 133   | 10    |

- a. ^ Jogos da Copa do Brasil
- b. ^ Jogos da Copa Libertadores e Copa Sul-Americana
- c. ^ Jogos dos Campeonatos Estaduais

### Jogos pela Seleção Brasileira
| Nº | Data                   | Competição                     | Local    |        | Placar | Adversário | Ref.   |
| -- | ---------------------- | ------------------------------ | -------- | ------ | ------ | ---------- | ------ |
| 1  | 9 de agosto de 2001    | Amistoso                       | Santiago | Brasil | 5 – 0  | Panamá     | [ 13 ] |
| 2  | 15 de agosto de 2001   | Eliminatórias da Copa do Mundo |          | Brasil | 2 – 0  | Paraguai   | [ 14 ] |
| 3  | 15 de novembro de 2006 | Amistoso                       |          | Brasil | 2 – 1  | Suíça      | [ 15 ] |
| 4  | 6 de fevereiro de 2007 | Amistoso                       |          | Brasil | 0 – 2  | Portugal   |        |

## Títulos
Grêmio
- Campeonato Gaúcho: 2001
- Copa do Brasil: 2001

Internacional
- Campeonato Gaúcho: 2005, 2011 e 2012
- Copa Libertadores da América: 2006 e 2010
- Recopa Sul-Americana: 2011

Cruzeiro
- Campeonato Brasileiro: 2013 e 2014[16]
- Campeonato Mineiro: 2014